# Сабурово (Рязанская область)
Сабурово — село в Касимовском районе Рязанской области России. Входит в состав Новодеревенского сельского поселения.

## История
В переписи 1617 г. в местности, позднее известной как пустошь Крюковская, упоминается село Бундово Пенки тож с церковью. В переписи 1647 года упоминаются расположенные рядом село Бундово и деревня Сабурово, принадлежавшие княжне Ирине Андреевне Урусовой. В переписи 1710 г. оба селения принадлежат Петру Матвеевичу Апраксину, в Бундове по-прежнему существует церковь. С середины 18 века упоминается только Сабурово.
Оба селения в 17-18 вв. входили в Борисоглебский стан Шацкого уезда. После административной реформы в конце 18 в. Сабурово входит в Елатомский уезд Тамбовской губернии.

## География
Село находится в северо-восточной части Рязанской области, в зоне хвойно-широколиственных лесов, в пределах Мещёрской низменности, на правом берегу реки Унжи, на расстоянии примерно 19 километров (по прямой) к юго-востоку от города Касимова, административного центра района. Абсолютная высота — 93 метра над уровнем моря.

### Климат
Климат характеризуется как умеренно континентальный, с тёплым летом и умеренно холодной снежной зимой. Среднегодовая температура воздуха — 3,8 °C. Средняя температура воздуха самого холодного месяца (января) — −11,5 °C (абсолютный минимум — −40 °C); самого тёплого месяца (июля) — 18,8 °C (абсолютный максимум — 38 °C). Безморозный период длится около 135—155 дней. Среднегодовое количество осадков — 616 мм, из которых большая часть (около 397 мм) выпадает в период с апреля по октябрь. Снежный покров держится в течение 120—147 дней.

### Часовой пояс
Село Сабурово, как и вся Рязанская область, находится в часовой зоне МСК (московское время). Смещение применяемого времени относительно UTC составляет +3:00.

## Население
| 2010 |
| ---- |
| 27   |

### Национальный состав
Согласно результатам переписи 2002 года, в национальной структуре населения русские составляли 98 % из 49 чел.